# Corinne Luchaire
Corinne Luchaire, nome completo Rosita Christiane Yvette Luchaire (Parigi, 11 febbraio 1921 – Parigi, 22 gennaio 1950), è stata un'attrice francese.

## Biografia
Figlia del celebre giornalista Jean Luchaire, figliastro di Gaetano Salvemini, fucilato durante la Liberazione francese, fu attrice assai popolare verso la fine degli anni trenta quando partecipò a una mezza dozzina di film. In Italia ebbe un ruolo da protagonista nel film Abbandono (1940) di Mario Mattoli, dove era doppiata da Lydia Simoneschi, che uscì in Francia con il titolo L'intruse.
Nel 1941 sposò l'aristocratico Guy de Voisins-Lavernière, da cui si separò dopo un mese; in seguito ebbe una relazione con il capitano della Luftwaffe Wolrad Gerlach, dal quale ebbe la figlia Brigitte, nata nel 1944. Accusata di collaborazionismo verso le truppe germaniche durante la Seconda guerra mondiale, venne condannata a dieci anni di prigione e incarcerata a Nizza. Ricevette in seguito un decreto di espulsione dal paese, perdendo così la cittadinanza francese e i diritti civili. Nel 1949 pubblicò la sua autobiografia, Ma drole de vie. Morì a soli 28 anni per una tubercolosi.

## Filmografia
- Il sentiero della felicità (Les Beaux Jours), regia di Marc Allégret (1935)
- Le Chanteur de minuit, regia di Léo Joannon (1937)
- Conflitto (Conflit), regia di Léonide Moguy (1938)
- Prigione senza sbarre (Prison sans barreaux), regia di Léonide Moguy (1938)
- Le Dernier tournant, regia di Pierre Chenal (1939)
- Smarrimento (Le Déserteur), regia di Léonide Moguy (1939)
- Cavalcata d'amore (Cavalcade d'amour), regia di Raymond Bernard (1940)
- Abbandono, regia di Mario Mattoli (1940)